# Theta Ophiuchidy
theta Ophiuchidy (TOP) – coroczny rój meteorów aktywny od 4 czerwca do 15 lipca. Jego radiant znajduje się w gwiazdozbiorze Wężownika. Maksimum roju przypada na 29 czerwca, jego aktywność jest określana jako niska, a obfitość roju wynosi dwa meteory na godzinę. Prędkość w atmosferze meteorów tego roju to 29 km/s.
Nie jest znane ciało macierzyste, gdyż skąpy materiał obserwacyjny nie pozwala na dokładne obliczenie orbity roju. 
Odkrycie roju przypisuje się niemieckiemu astronomowi Cuno Hoffmeisterowi.